# Тегер (село)
Теге́р (арм. Տեղեր - «Места») — село в Арагацотнской области Армении, происхождение названия связано со словом «тег» - «место».

## География
Расположено на южном склоне горы Арагац, на высоте 1650 м над уровнем моря. Главной достопримечательностью Тегера является церковь Сурб Марьям Аствацацин (Святой Богородицы). Это церковь типа купольного зала, возведенная из темно-серого базальта в XIII веке, и пристроенного к ней позднее притвора. Комплекс был построен по повелению Мамахатун, жены принца Ваче Вачутьяна. Автором монастырского комплекса, как гласит надпись на колонне притвора, был священник Ахбайрик.
Недалеко от Тегера, по дороге к селу Оргов, расположен огромный радиотелескоп, самый крупный телескоп подобного рода в бывшем СССР. Совсем рядом, через ущелье, расположена Бюраканская астрофизическая обсерватория, которую основал в 1946 году выдающийся учёный, один из основателей теоретической астрофизики Виктор Амбарцумян. По соседству с телескопом расположена огромная зеркальная тарелка — незаконченная солнечная электростанция.

## Достопримечательности
В западной части деревни находятся останки циклопической крепости бронзового века. Около крепости недавно был обнаружен подземный ход, ведущий к ближайшему источнику.